# Mathieu (patronyme)
Pour les articles homonymes, voir Mathieu et Matthieu.
Cette page présente le nom de famille Mathieu ainsi que ses variantes.
Mathieu et Matthieu sont des patronymes français.

## Origine
Les patronymes Mathieu et Matthieu viennent des prénoms Mathieu et Matthieu.

## Popularité
Le patronyme Mathieu (avec 1 « t ») est très répandu en France, il s'agit du 48e patronyme le plus porté.
Le patronyme Matthieu (avec 2 « t ») est moins répandu que celui avec 1 seul « t ».

## Personnalités portant le patronyme Mathieu avec 1 «t»
Mathieu est un nom de famille notamment porté par :
- Mathieu (XIe siècle), cardinal ;
- Adolphe-Charles-Ghislain Mathieu (1804-1876), écrivain belge ;
- Adrien Mathieu (1807-1884), homme politique français ;
- Alexis Mathieu (1999-), judoka français ;
- Alice Mathieu-Dubois (1861-1942), médecin française ;
- André Mathieu peut désigner :
  - André Mathieu (pianiste) (1929-1968), un pianiste et compositeur québécois ;
  - André Mathieu (football), ou Matthieu André (1909-1979), un footballeur français ;
  - André Mathieu (auteur) (1942-2009), un écrivain québécois.
- Andrée Philippot-Mathieu (1946-), artiste plasticienne française ;
- Anne-Caroline Mathieu, nageuse synchronisée française ;
- Auguste Mathieu (1807-1863), peintre, graveur et lithographe français ;
- Auguste Mathieu (1814-1888), homme politique français ;
- Bernard-Roger Mathieu (1946-), écrivain et journaliste ;
- Bernard Mathieu peut désigner :
  - Bernard Mathieu (écrivain) (1943-), écrivain français, auteur de romans policiers ;
  - Bernard Mathieu (1959-), égyptologue français.
- Bertrand Mathieu (1956-), professeur et juriste français ;
- Césaire Mathieu (1796-1875), cardinal français ;
- Claire Mathieu, informaticienne et mathématicienne française ;
- Claude-Louis Mathieu (1783-1875), astronome français ;
- Clément Mathieu peut désigner :
  - Clément Mathieu (évêque), évêque français ;
  - Clément Mathieu (pédologue), pédologue français.
- David-Maurice-Joseph Mathieu de La Redorte (1768-1833), dit « général Mathieu », général français ;
- Denis Mathieu (1950-1995), footballeur professionnel français ;
- Dominique Mathieu (1963-), prêtre conventuel belge, archevêque de Téhéran-Ispahan ;
- Dominique Mathieu (1970-), designer français ;
- Émile Mathieu peut désigner :
  - Émile Mathieu (1835-1890), mathématicien français ;
  - Émile Mathieu (compositeur) (1844-1932), compositeur belge.
- Émilie Mathieu (1818-1904), femme de lettres et compositrice de musique, sœur du chansonnier Gustave Mathieu;
- Eugène Mathieu (1827-1899), compositeur et éditeur de musique français;
- Ferdinand Mathieu (1819-1895), ingénieur et député français ;
- Florent Mathieu (1919-1999), coureur cycliste belge ;
- François Mathieu (1934-1997), ancien sénateur français ;
- François-Désiré Mathieu (1839-1908), cardinal français ;
- Geoffroy Mathieu (1997-), nageur français ;
- Georges Mathieu peut désigner :
- Georges Mathieu (helléniste) (1890-1948), helléniste français ;
- Georges Louis Mathieu (1897-?), banquier et homme politique français ;
- Georges Mathieu (historien), écrivain français mort au champ d'honneur pendant la Première Guerre mondiale, inscrit au Panthéon ;
- Georges Mathieu (1923-1944) (1920-1944), étudiant français, résistant puis collaborateur pendant la Seconde Guerre mondiale ;
- Georges Mathieu (artiste) (1921-2012), artiste français.
- Gérard Mathieu peut désigner :
  - Gérard Mathieu (député wallon) (1947-), homme politique belge ;
  - Gérard Mathieu (1949-), illustrateur et auteur de bande dessinée français ;
  - Gérard Mathieu (dessinateur), dessinateur réaliste.
- Gustave Mathieu ;
  - Gustave Mathieu (1808-1877), poète, et chansonnier français ;
  - Gustave Mathieu (anarchiste) (1866-1947), militant anarchiste.* Henri Mathieu (1925-), pédiatre français ;
- Jacques Mathieu peut désigner :
  - Jacques Mathieu (1683-1747), ingénieur ayant découvert le gisement houiller du Nord-Pas-de-calais à Fresnes-sur-Escaut ;
  - Jacques-Marie-Adrien-Césaire Mathieu (1796-1875), homme d'Église français, évêque de Langres, archevêque de Besançon puis cardinal ;
  - Jacques Mathieu (1940-), historien, professeur émérite de l'Université Laval, retraité en 2010, qui a reçu le prix Gérard-Morisset en 2014.
- Jean Mathieu, annonceur, comédien et animateur québécois ;
- Jean-Baptiste Mathieu (1880-), rameur français ;
- Jean-Paul Mathieu peut désigner :
  - Jean-Paul Mathieu (physicien) (1907-1993), physicien français, professeur à la faculté des sciences de l'université de Paris ;
  - Jean-Paul Mathieu (évêque) (1940-), évêque de Saint-Dié de 2005 à 2016.
- Jérémy Mathieu (1983-), footballeur international français ;
- Joseph Mathieu (1878-1957), homme politique français ;
- Lambert Mathieu (1804-1861), peintre belge ;
- Louisy Mathieu (1817-1874), homme politique français ;
- Luc Mathieu (1974-), journaliste français ;
- Ludovic Mathieu (1976-), patineur de vitesse sur piste courte français ;
- Marc-Antoine Mathieu (1959-), dessinateur et scénariste de bande dessinée ;
- Marie-Sœurette Mathieu (1949-2023), sociologue, écrivaine, peintre et enseignante (Haïti, Québec) ;
- Marinette Mathieu (1903-2002), peintre ;
- Mario Mathieu (1917-1999), coureur cycliste argentin ;
- Mathilde Mathieu (1977-), journaliste française ;
- Maurice Mathieu peut désigner :
  - Maurice Mathieu (compositeur) (1865-?), compositeur français ;
  - Maurice Mathieu (footballeur) (1891-?), footballeur français ;
  - Maurice Mathieu (acteur) (1906-), acteur belge ;
  - David-Maurice-Joseph Mathieu de La Redorte (1768-1833), général français ;
  - Maurice Mathieu, dit Maurice Matieu ou matieu (1934-2017), artiste peintre français.* Michael Mathieu, athlète bahamien ;
- Michel Mathieu peut désigner :
  - Michel Mathieu (homme politique) (1838-1916), un homme politique canadien ;
  - Michel Mathieu (fonctionnaire) (1944-2010), un fonctionnaire français ;
  - Michel Mathieu (banquier français) (1958-), banquier français
- Mireille Mathieu (1946-), chanteuse française ;
- Monique Mathieu (1927-2024), relieuse et éditrice de livres artistiques française ;
- Nicolas Mathieu peut désigner :
  - Nicolas Mathieu (curé) (164?-1706), un religieux et musicologue du XVIIe siècle ;
  - Nicolas Mathieu (écrivain) (1978-), un écrivain français.* Nicole Mathieu (1936-), géographe française ;
- Nicole-Claude Mathieu (1946-), anthropologue française ;
- Olivier Mathieu (1960-), écrivain français d'origine belge ;
- Paul Mathieu peut désigner :
  - Paul Mathieu (peintre) (1872-1932), peintre belge ;
  - Paul Mathieu (militaire) (1907-1976), militaire canadien ;
  - Paul Mathieu (écrivain) (1963-), écrivain belge ;
  - Paul Mathieu, céramiste canadien.
- Paul-Henri Mathieu (1982-), joueur de tennis français ;
- Pierre Mathieu peut désigner :
  - Pierre Mathieu ou Pierre Matthieu (1563-1621), un écrivain et historiographe français ;
  - Pierre Mathieu (1704-1778), un ingénieur de la Société Desaubois, de la Société Desandrouin-Taffin, puis de la Compagnie des mines d'Anzin, membre de la famille Mathieu ;
  - Pierre Mathieu, un homme politique français.
- Pierre Henri Mathieu (1793-1872), homme politique français ;
- Pierre-Pardoux Mathieu, professeur de lettres classiques et archéologue ;
- Régis Mathieu (1971-), artisan français, bronzier d'art, créateur contemporain et restaurateur ;
- René Mathieu, agent du SOE, pendant la Seconde Guerre mondiale ;
- Rodolphe Mathieu (1890-1962), pianiste et compositeur canadien ;
- Roger Mathieu (1920-1992), artiste peintre français ;
- Serge Mathieu (1936-), homme politique français ;
- Simonne Mathieu (1908-1980), joueuse de tennis française ayant remporté Roland Garros en 1938 et 1939 ;
- Xavier Mathieu (1965-), délégué syndical français devenu comédien ;
- Yves Mathieu (de son vrai nom Yves Thomas) (1928-), chanteur et propriétaire du Lapin Agile.

## Personnalités portant le patronyme Matthieu avec 2 «t»
Matthieu est un nom de famille notamment porté par :
- David Matthieu (de) (1697-1756), peintre allemand ;
- François X. Matthieu (en) (1818-1914), colonisateur canadien ;
- Georg David Matthieu (1737-1778), peintre et graveur allemand ;
- Jean-Baptiste Charles Matthieu (1763-1833), homme politique français ;
- Pierre Matthieu (1563-1621), un écrivain et historiographe français ;
- Xavier Matthieu, scénariste français.